# Millington (Maryland)
Millington és una població dels Estats Units a l'estat de Maryland. Segons el cens del 2000 tenia 416 habitants.

## Demografia
Segons el cens del 2000, Millington tenia 416 habitants, 163 habitatges, i 106 famílies. La densitat de població era de 501,9 habitants per km².
Dels 163 habitatges en un 31,9% hi vivien nens de menys de 18 anys, en un 49,7% hi vivien parelles casades, en un 9,8% dones solteres, i en un 34,4% no eren unitats familiars. En el 28,2% dels habitatges hi vivien persones soles el 13,5% de les quals corresponia a persones de 65 anys o més que vivien soles. El nombre mitjà de persones vivint en cada habitatge era de 2,55 i el nombre mitjà de persones que vivien en cada família era de 3,07.
Per edats la població es repartia de la següent manera: un 26% tenia menys de 18 anys, un 7,2% entre 18 i 24, un 29,8% entre 25 i 44, un 21,4% de 45 a 60 i un 15,6% 65 anys o més.
L'edat mediana era de 37 anys. Per cada 100 dones de 18 o més anys hi havia 100 homes.
La renda mediana per habitatge era de 45.893 $ i la renda mediana per família de 48.750 $. Els homes tenien una renda mediana de 29.917 $ mentre que les dones 28.500 $. La renda per capita de la població era de 20.240 $. Entorn del 8,6% de les famílies i el 12,9% de la població estaven per davall del llindar de pobresa.

## Poblacions més properes
El següent diagrama mostra les poblacions més properes.